# ナバホ語
ナバホ語（ナバホご、Diné bizaad）は、アメリカ合衆国南西部のインディアン部族、ナバホ族の言葉。アサバスカ諸語に属する。
アサバスカ諸語に属する言語の多くはカナダ北西部やアラスカ州で話されるが、ナバホ語は地理的、言語学的に南部アサバスカ諸語に属する。
10万人以上の母語話者を持ちなお増え続けており、米墨国境以北のアメリカ・インディアンやカナダ・インディアンのファースト・ネーション内の言語の中で最多話者数言語とされる。
今でもナバホ語はあらゆる世代のナバホ族の間で広く使用されており、ナバホ族の半数が自宅でナバホ語を用いている。多くの親が子供たちに母語としてナバホ語を教えている。ナバホ族は今でも日常的に部族語を使用する数少ないアメリカインディアンである。だが、主に保留地（Reservation）外の都市部では、若者が英語教育を受けていることもあり、消滅の危機に瀕している。保居留地内でも、英語のみを使用する若者は増え続けている。

## 音韻

### 子音
|        |        | 両唇音 | 歯茎音     | 歯茎音    | 硬口蓋音  | 軟口蓋音 | 軟口蓋音   | 声門音  |
| ------ | ------ | ------ | ---------- | --------- | --------- | -------- | ---------- | ------- |
| 中線音 | 側面音 | 両唇音 | 非唇音化音 | 唇音化音  | 硬口蓋音  |          |            | 声門音  |
| 破裂音 | 無気音 | b [p]  | d [t]      |           |           | g [k]    |            |         |
| 破裂音 | 有気音 |        | t [tʰ]     |           |           | k [kʰ]   | (kw [kʷʰ]) |         |
| 破裂音 | 放出音 |        | tʼ [tʼ]    |           |           | kʼ [kʼ]  |            | ʼ [ʔ]   |
| 破擦音 | 無気音 |        | dz [ts]    | dl [tˡ]   | j [tʃ]    |          |            |         |
| 破擦音 | 有気音 |        | ts [tsʰ]   | tł [tɬʰ]  | ch [tʃʰ]  |          |            |         |
| 破擦音 | 放出音 |        | tsʼ [tsʼ]  | tłʼ [tɬʼ] | chʼ [tʃʼ] |          |            |         |
| 摩擦音 | 無声音 |        | s [s]      | ł [ɬ]     | sh [ʃ]    | h [x]    | (hw [xʷ])  | (h [h]) |
| 摩擦音 | 有声音 |        | z [z]      | l [l]     | zh [ʒ]    | gh [ɣ]   | (ghw [ɣʷ]) |         |
| 鼻音   | 鼻音   | m [m]  | n [n]      |           |           |          |            |         |
| 接近音 | 接近音 |        |            |           | y [j]     |          | (w [w])    |         |

### 母音
|    | 前舌    | 後舌    |
| -- | ------- | ------- |
| 狭 | ii [iː] |         |
| 中 | ee [eː] | oo [oː] |
| 広 |         | aa [ɑː] |

|    | 前舌  | 後舌  |
| -- | ----- | ----- |
| 狭 | i [ɪ] |       |
| 中 | e [ɛ] | o [o] |
| 広 |       | a [ɑ] |

|    | 前舌    | 後舌    |
| -- | ------- | ------- |
| 狭 | įį [ĩː] |         |
| 中 | ęę [ẽː] | ǫǫ [õː] |
| 広 |         | ąą [ɑ̃ː] |

|    | 前舌  | 後舌  |
| -- | ----- | ----- |
| 狭 | į [ɪ̃] |       |
| 中 | ę [ɛ̃] | ǫ [õ] |
| 広 |       | ą [ɑ̃] |

### 声調
短母音に高 á 、低 a の2種類があり、長母音にはこの2つを組み合わせた高 áá 、低 aa 、昇 aá 、降 áa の4種類がある。

## 文法

### 類型論
ナバホ語は形態的類型論に基づいた分類が難しい。ナバホ語は膠着語のように多くの接辞、主に接頭辞を持つが、これらは予測しかねるものが多く、その点では屈折語的でもある。動詞は名詞と比較して多くの形態素を持つ。平均すると、名詞は4-5であるのに対して、動詞は11である。また、名詞の形態素は動詞よりもわかりにくいものが多い。ナバホ語は一般的には膠着語か屈折語に分類されるが、抱合語に分類されることさえある。
語順に関しては、一般的にナバホ語はSOV型に分類される。しかしながら、一部の話者は名詞を人間、動物、非活動体の三種のランクに分類し、それによって主語と目的語の順番を決める。主語であれ目的語であれ、ランクの高いほうが先に来る。これにより、統語論は曖昧になりがちである。言語学者のEloise Jelinekは、ナバホ語を、統語論的規則によってではなく、文脈によって意味を判断する自由語順の言語に分類する。

### 動詞
ナバホ語では、動詞は文の中で重要な地位を占め、多くの情報を内包する。動詞は、語根から作られ、法や相を規定する語幹を基層とする。語幹は、幾分見えにくい接頭辞によって示され、後置的目的語、後置詞、副詞、反復、数、直接目的語、直示情報、法、相、主語、分類、感嘆、証拠性などの情報が含まれる。これらの接頭辞のうちいくつかは、ゼロであることもある。

## 第二次世界大戦での活躍
第二次世界大戦当時のアメリカ軍において、敵に解読されない暗号をやりとりするために、ナバホ語話者が活動した。詳細はコードトーカーの項を参照。